# Кировская железная дорога
Ки́ровская железная дорога — железная дорога Российской Империи, затем СССР, существовавшая в 1916—1959 годах (под названием Мурманская железная дорога в 1914—1935 годах, в 1935 году была переименована в честь С. М. Кирова).
В 1959 году была включена в структуру Октябрьской железной дороги с управлением в городе Ленинград в качестве Ордена Трудового Красного Знамени Мурманского отделения ордена Ленина Октябрьской железной дороги.

## Управление
Управление Мурманской железной дороги образовано в 1917 году. Находилось в городе Петрозаводске. В январе 1918 года для управления дорогой была образована коллегия в составе представителей от Олонецкого, Мурманского и Петроградского советов и трёх делегатов от Главного дорожного комитета. В марте 1918 года был образован исполком совета железнодорожных депутатов. В 1919 году управление дороги переведено в город Петроград. В 1922 году организовано Правление Мурманской железной дороги. 1 мая 1930 года ликвидировано Правление и организована Дирекция Мурманской железной дороги.
Кировская железная дорога имела Управление.
22 мая 1940 года приказом Народного комиссариата путей сообщения с 1 июля 1940 года местонахождением управления Кировской железной дороги определён г. Петрозаводск.
В период Великой Отечественной войны с 1941 года по 1944 год управление дороги находилось вначале на станции Обозерская, потом в г. Беломорске. В здании управления в г. Петрозаводске располагалось управление дороги, контролируемой финнами.
Управление Кировской железной дороги состояло из:
- секретариата
- планового отдела
- отдела учёта
- финансового отдела
- лесного отдела
- автомобильного отдела
- военного отдела
- отдела кадров
- отдела учебных учреждений
- управления рабочего снабжения

Управление Кировской железной дороги ведало службами:
- пути
- зданий и сооружений
- движения
- пассажирской
- сигнализации и связи
- электрификации
- топливного хозяйства
- вагонной
- врачебно-санитарной
- материально-технического снабжения
- дорожного ревизора.

Железная дорога имела ряд печатных органов, выпускаемых в Петрозаводске — газеты «Мурманский путь» («Путь») (1917), «Красный Север» (орган Исполкома Совета депутатов Мурманской ж.д.) (1918), «Полярная магистраль» (1933—1936), «Кировская магистраль» (1936—1959), также имели свои газеты политотделы отделений в Петрозаводске — «Транспортник» (орган рабочих и служащих 2-го р-на Мурманской железной дороги) (1930—1935), «Семафор» (орган парткома и МК службы движения станции Петрозаводск (1934), «Путеец» (орган партпрофорганизации 3-й дистанции) (1934), Кандалакше — «Полярный гудок» (орган политотдела и райпрофсожа 4-го отделения Мурманской железной дороги) (1931—1935), «Шпала» (орган парторганизации и МК 8-й дистанции пути) (1934), «Ударная электромагистраль» (орган парткома и учкома 1-го участка электрификации Кандалакши Кировской железной дороги (1935) и Кеми — «Кемский транспорт» (орган коллективов ВКП(б) и месткомов станции Кемь) (1934), дорога принимала участие в выпуске общественно-экономического журнала «Вестник Мурманской железной дороги» («Вестник Мурмана», «Вестник Карело-Мурманского края», «Карело-Мурманский край») (1923—1935 гг.). В 1922—1926 гг. в Петрограде (Ленинграде) издавался «Бюллетень Мурманской железной дороги» («Бюллетень управления Мурманской железной дороги»).

## История
После одобрения 1 января 1915 года императором Николаем II строительства железных дорог от Петрозаводска до Сорокской бухты и далее до Мурманского побережья за счёт казны, было создано управление по постройке железнодорожных линий Петрозаводск — Сороцкая бухта и Мурманской под общим руководством инженера В. В. Горячковского. На участке дороги Петрозаводск—Сорока строительными работами руководил инженер В. Л. Лебедев, на участке Сорока—Мурман — инженер П. Е. Соловьёв.
В 1916 году на строительство железной дороги вопреки нормам международного права были направлены более 10 тысяч военнопленных Центральных держав, где они массово умирали от цинги, тифа и непосильного труда. Только после вмешательства Красного Креста российские власти вывезли военнопленных. Но практически сразу их место заняли китайские рабочие, вывезенные без их согласия и предварительного уведомления.
3 (16) ноября 1916 года на перегоне между станцией Боярская и перегоном Амбарный, где встретились две партии укладчиков, шедших навстречу друг другу с севера и юга, состоялась торжественная церемония забивки последнего «золотого костыля» Мурманской железной дороги, самого северного в мире железнодорожного пути. Заканчивалась Мурманская железная дорога самой северной на тот период железнодорожной станцией — Мурманск, которая была построена одновременно со строительством мурманской железной дороги и мурманского порта, в 1915 году (в октябре 1916 года на её месте был основан город Романов-на-Мурмане).
Официальный Акт о приёмке во временную эксплуатацию Мурманской железной дороги был подписан 15 ноября 1916 года. В 1917 г. управление по постройке было ликвидировано, образовано управление Мурманской железной дороги во главе с начальником дороги.
В марте 1917 года Мурманской железной дороге передана станция Петрозаводск частной Олонецкой железной дороги.
С 1 апреля 1917 года к Мурманской железной дороге присоединена, выкупленная государством, частная Олонецкая железная дорога (линия станция Званка — станция Петрозаводск).
Временное товарное движение открыто с 1 января 1917 года, с 1 апреля 1917 года Мурманская железная дорога включена в прямое сообщение с железными дорогами России.
15 сентября 1917 года началось регулярное пассажирское движение, по всему участку дороги от Званки до Мурманска — прошёл пассажирский поезд № 3/4.
В 1917 году численность постоянных рабочих и служащих Мурманской железной дороги составляла около 16,5 тыс. человек.
В 1919 г. часть дороги (в Кемском и Александровском уездах Архангельской губернии) контролировалась Временным правительством Северной области и подчинялась заведующему путями сообщения области в г. Архангельске.
20 января 1919 года к Мурманской железной дороге присоединён участок Тихвин — Рыбацкое Северной железной дороги.
1 января 1921 года Мурманской железной дороге передана станция Рыбацкое Николаевской железной дороги.
16 ноября 1922 года разъезд Дубовики переименован в Волховстрой.
Май 1923 года — Мурманская железная дорога стала частью новоорганизованного Мурманского транспортно-промышленного и колонизационного комбината (директор А. М. Арнольдов), в который также вошли организации «Желлес», «Желрыба», Комитет по управлению Мурманским торговым портом, «Желстрой», транспортный отдел, «Желсиликат».
10 марта 1925 года узкоколейные рельсовые подъездные пути Беломорской и Пинозерской ветви объединения «Желрыба» переданы Мурманской железной дороге.
4 мая 1927 года закрыта станция Кандалакша-Пристань и оставлена действующей линия общего пользования Кандалакша — Кандалакша-Пристань.
16 августа 1931 года принята в эксплуатацию линия Апатиты — Нефелин.
21 ноября 1931 года согласно постановлению Совета Народных Комиссаров СССР линия Будогощь — Овинище передана в ведение Народного комиссариата путей сообщения и присоединена к Мурманской железной дороге.
27 января 1932 года к Мурманской железной дороге передан участок Будогощь — Овинище.
10 апреля 1932 года участок Тихвин — Череповец Северной железной дороги передан Мурманской железной дороге.
С января 1935 года дорога получила название — Кировская железная дорога в честь С. М. Кирова.
14 мая 1936 года участок Тихвин — Череповец передан Северной железной дороге, участок Овинище — Пестово передан Ярославской железной дороге.
19 декабря 1936 года принят в эксплуатацию электрифицированный участок Кандалакша — Апатиты.
В феврале-апреле 1940 года была построена линия Петрозаводск — Суоярви.
С первых дней Великой Отечественной войны вражеская авиация прилагала много усилий для того, чтобы воспрепятствовать движению по Кировской железной дороге, наносила бомбовые удары по железнодорожным станциям, дамбам, мостам, поездам, по полотну. Немецкая авиация преследовала цель сорвать доставку из Мурманска в центр страны поступающих по ленд-лизу военных грузов, выполнив в район Кировской дороги в 1942—1944 годах около 17 000 самолёто-вылетов. В ответ советское командование непрерывно усиливало противовоздушную оборону дороги. В 1941—1943 годах над объектами Кировской железной дороги было сбито 82 немецких самолёта.
В 1939 году было принято решение на строительство стратегически важной линии Сорокская — Обозерская (357 км), однако ввиду ведомственных разногласий в том году удалось выполнить только изыскательские работы. Начавшаяся советско-финская война показала очевидную необходимость данной стройки, которая в декабре 1939 года была передана из Главного управления железнодорожного строительства в НКВД СССР. Приказом наркома Л. П. Берия на стройку направлено около 50 000 заключённых, 1 мая 1940 года работы возобновились. В результате в сентябре 1941 года этот участок был сдан в эксплуатацию.

Наиболее ожесточённые и систематические нападения на объекты Кировской железной дороги совершались в декабре 1942 г. и в первой половине 1943 г.. Особенно активно действовала неприятельская авиация на участке дороги от станции Кандалакша до станции Лоухи протяженностью 164 км. На этом направлении противник имел аэродром, от которого до Кировской железной дороги было всего 75 км, то есть 10 минут полёта.— Над Кировской железной дорогой, И. Г. Иноземцев, Крылатые защитники Севера.
14 июля 1944 года было восстановлено прерванное Великой Отечественной войной железнодорожное сообщение с Петрозаводском — на станцию с севера пришёл первый поезд.
16 июля 1944 года было восстановлено сквозное движение по главному ходу магистрали.
31 октября 1946 года Кировской железной дороге передан участок Мудьюга — Обозерская Северной железной дороги.
20 февраля 1946 года восстановлен участок Кирки — Куолаярви.
5 июня 1953 года приказом начальника Кировской железной дороги № 272 на основании приказа Министерства путей сообщения СССР № 80Ц от 15 мая 1953 года в состав Кировской железной дороги включены участки Тихвин — Череповец, Тихвин — Будогощь Северной железной дороги, Мга — Пестово, Кабожа — Подбровье Октябрьской железной дороги.
12 июля 1955 года в соответствии с указом Министра путей сообщения СССР № 2934 от 9 июля 1955 года приказом начальника Кировской железной дороги № 417 от 12 июля 1955 года ликвидировано Бабаевское отделение дороги с передачей участка Тихвин — Череповец Октябрьской железной дороге.
В 1956 году принят в эксплуатацию участок Суоярви — Акконъярви, в 1957 году — участок Акконъярви — Гимольская.
22 января 1959 года впервые задействована тепловозная тяга на участке Кемь — Волховстрой — скорый поезд № 15 впервые вёл тепловоз
13 июля 1959 года постановлением Совета Министров СССР № 748 «Об укреплении железных дорог» и приказом Министерства путей сообщения СССР № 42 от 14 июля 1959 года Кировская железная дорога и Октябрьская железная дорога были объединены в Октябрьскую железную дорогу с управлением в г. Ленинграде.

## Персоналии[15]
- Начальник Управления по постройке Мурманской железной дороги: Владимир Васильевич Горячковский (1914—1917)
- Начальник работ по постройке Мурманской железной дороги: Борис Александрович Крутиков (1917—1918)[16]

### Начальники Мурманской (Кировской) железной дороги
- Г. С. Истомин (1917—1918)
- Покидов Аполлинарий Сергеевич (1919)[17]
- Манос Иван Яковлевич (1920—1922)
- Фремке Владимир Робертович (1922—1924)[18]
- В. А. Ставровский (1924—1925)[19]
- А. А. Гарбузов (1925)
- М. М. Дронговский, председатель правления Мурманской железной дороги и Мурманского комбината (1927—1928)
- Наумов (начало 1930-х)
- Жарко Афанасий Михайлович (1932)
- Ледник Иван Фёдорович (1933—1937)
- Девятов Николай Леонтьевич (1937—1938)
- В. Д. Богданов (1938)
- Воробьёв Андрей Иванович (1939—1940)
- П. Н. Гарцуев (1940—1945)
- В. М. Виролайнен (1946—1947)
- Кулак Владимир Сергеевич (1948—1950)
- Пермяков (1951—1952)
- Кабанцев (1952—1955)
- Е. Г. Трубицын (1955—1959)

## Известные работники
- Пуховский, Николай Фомич — с апреля по сентябрь 1917 года работал землекопом на Мурманской железной дороге, впоследствии советский военачальник, полковник.